# Cantaloup
Taxons concernés
- Espèces :
  - espèce Cucumis melo (ou Melon)
- Variétés :
  - Cucumis melo var. cantalupensis (ou Melon cantaloup)
  - Cucumis melo var. reticulatus (ou Melon brodé)
(appelé couramment « cantaloupe » en Amérique du Nord)modifier

Le cantaloup  est le nom de la variété du melon Cucumis melo var. cantalupensis.

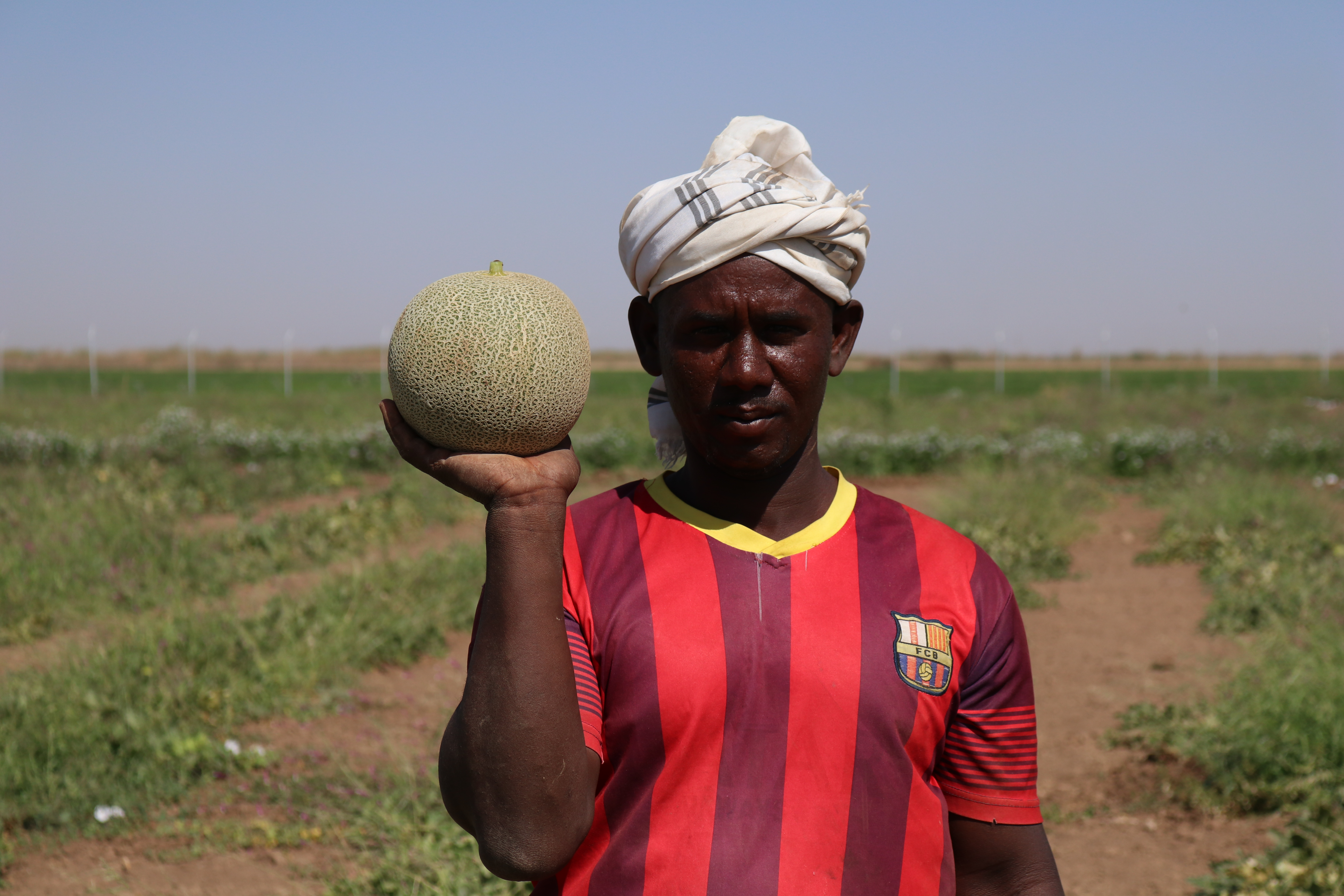
Culture de cantaloups au sud de Khartoum (Soudan).

Ce nom provient du village de Cantalupo, près de Rome, où ces melons étaient cultivés dans les jardins d'une propriété que le pape possédait alors. Leur pelure est découpée en segments et est recouverte de boutons ressemblant à des verrues. La variété la plus connue est le melon de Cavaillon, dit melon charentais. 
En Amérique du Nord, le nom « cantaloup » est couramment utilisé pour désigner le melon brodé, Cucumis melo var. reticulatus[Quoi ?], alors qu'il s'agit d'un autre fruit, qui est beaucoup moins parfumé.  
Le cantaloup est un fruit rond à la chair, elle aussi dans les tons de vert clair, particulièrement compacte, sucrée et parfumée.
À noter que le cultivar cantaloup « Yubari King » est le melon le plus cher au monde,.

## Cas de salmonellose
Des cantaloups, provenant du Mexique, vendus entre le 10 octobre et le 14 novembre 2023 ont reçu des avertissements de rappel. Ceux-ci ont déclenché une épidémie de salmonellose au Canada et aux États-Unis, touchant des centaines de personnes .